# 目玉しゃぶり
目玉しゃぶり（めだましゃぶり）は、近江国（現・滋賀県）の瀬田の唐橋に現れたとされる女のすがたをした妖怪。その原話は『今昔物語集』巻第二十七第二十一「美濃国紀遠助値女霊遂死語」に記されている。

## 概要
外見は人間の女性のようで、その美しさは到底この世の者とは思えないほどだという。旅などで唐橋を渡る人がいると、絹の布で包まれた箱を差し出して「橋の袂にいる女の人にこれを渡して」と頼む。相手がそれを受け取ると「絶対に中を見ないで」と念を押す。
箱を受け取った者が橋を渡って行くと、その言葉通りに橋の袂に別の女性がいるので、頼まれた通り箱を渡すと何事も起きずに済むのだが、言いつけに背いてある者が渡された箱の中を覗いてみたところ、その中には人間からえぐり取られた目玉が大量に入っていたという。
箱を開けた者は高熱を出すなど原因不明の病気にかかり、やがては命を落としてしまう。そしてその死体からは、なぜか目玉が消えているという。

## 名称について
「目玉しゃぶり」という呼称は児童向けに出版された南條武『完全図解シリーズ 妖怪ミステリー』（1974年）にあるもので、同書（あるいはその情報）を参考とした図書にはその名称が使われつづけている。その参考になったと見られる早川純夫『日本の妖怪』（1973年）ではそのような呼称は無く、紹介文章のタイトルも「橋の上の女」となっている。後者は一般向けの書籍でもあり、箱の中に納められているものには目玉以外に、原話に登場する男の摩羅（陰茎）も記されている。